# Bandera del Óblast de Ivano-Frankivsk
La bandera del óblast de Ivano-Frankivsk (en ucraniano: Прапор Івано-Франківської області, romanizado: Prapor Ivano-Frankivs'koi oblasti) es una de las banderas regionales de Ucrania. Es un símbolo del Óblast de Ivano-Frankivsk que hereda una tradición histórica de usar símbolos regionales y es un atributo del gobierno local y los poderes ejecutivos.
La bandera representa un estandarte de proporción 2:3. En medio de un campo blanco se representa una grajilla negra con las alas levantadas y una corona dorada (amarilla), mirando hacia el asta de la bandera. En el lado del asta de la bandera y a lo largo del costado se extienden franjas rojas y negras, mientras que en el lado opuesto se extienden de la misma manera franjas azules y amarillas. El ancho de cada franja consiste en 1/12 de la longitud de la bandera. Las franjas representan la tradición de una lucha por la independencia. Las franjas rojas y negras son los colores tradicionales de la Rutenia Roja, mientras que el azul y el amarillo son los colores de la Ucrania más grande.